# Bipod
| Bipod |                                                                     |
| --- | ------------------------------------------------------------------- |
| Ett M107 prickskyttegevär med tvåbensstöd Del av: Stativ \| Monopod Bipod Tripod \| – (enbensstöd/stativ) – (tvåbensstöd/stativ) – (trebensstöd/stativ) \| |                                                                     |
| Monopod Bipod Tripod | – (enbensstöd/stativ) – (tvåbensstöd/stativ) – (trebensstöd/stativ) |

En bipod (av latinets bi och pedes, ”två fötter”), alternativt tvåbensstöd/tvåbensstativ eller bara benstöd/stödben, är ett stöd eller stativ med två ben/fötter.
Bipoder används vanligen som stöd på eldvapen som prickskyttegevär och lätta kulsprutor. Stödet ger väsentligt ökad precision genom att vapnets vikt vilar på stadigt underlag och gör att skytten kan använda sin finmotorik. De flesta bipoder är vridbara så att vapnet kan vridas i sidled utan fötterna flyttas.